# 모딜리아나
모딜리아나(로마냐어: Mudgiâna)는 이탈리아 에밀리아로마냐주 포를리체세나도에 있는 코무네(자치구)로, 볼로냐에서 남동쪽으로 약 50km(31마일), 포를리에서 남서쪽으로 약 20km(12마일) 정도 떨어진 곳에 위치해 있다.
모딜리아나는 1838년에 토스카나 대공국의 일부가 되면서 귀족 도시가 되었다.
1850년부터 1986년까지 모딜리아나 대성당은 모딜리아나 교구의 소재지였다. 19세기의 유명한 마키아이올리 화가 실베스트로 레가는 모딜리아나 출신으로 매년 9월이면 이 마을에서 시민들이 19세기 의상을 입고 레가의 그림을 재연하는 "타블로 비방츠 축제"(Tableau Vivants Festival)가 열린다.

## 갤러리

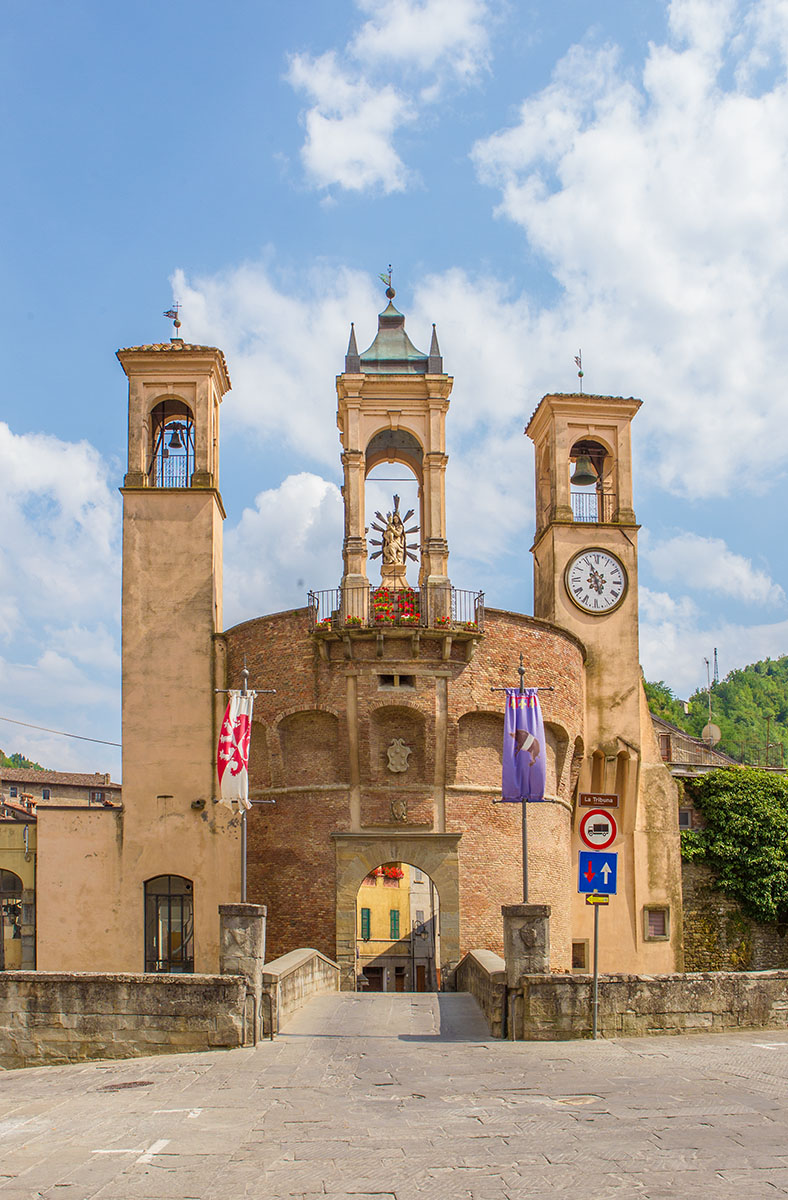
«La Tribuna».
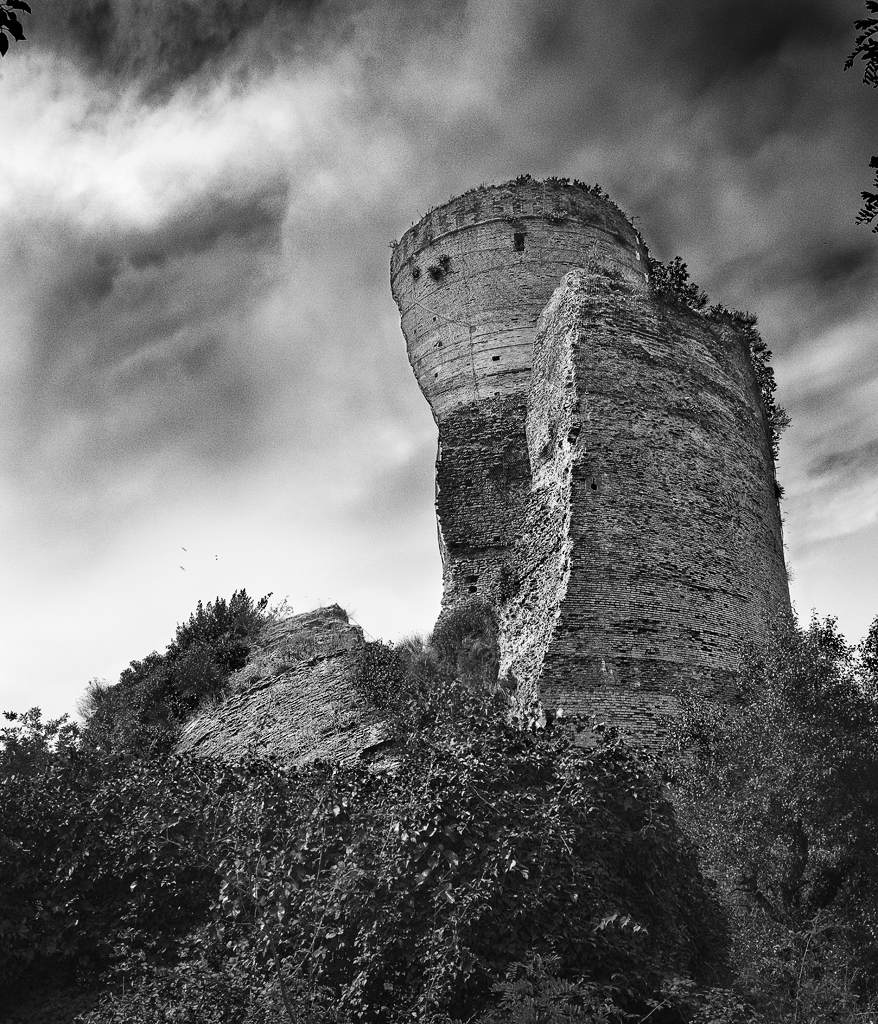
Ruderi della Rocca dei conti Guidi.
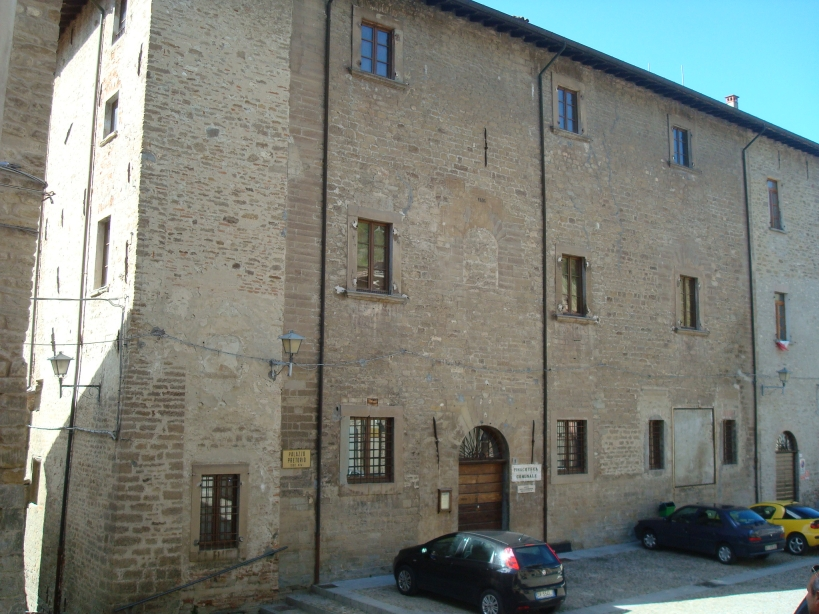
Palazzo Pretorio.
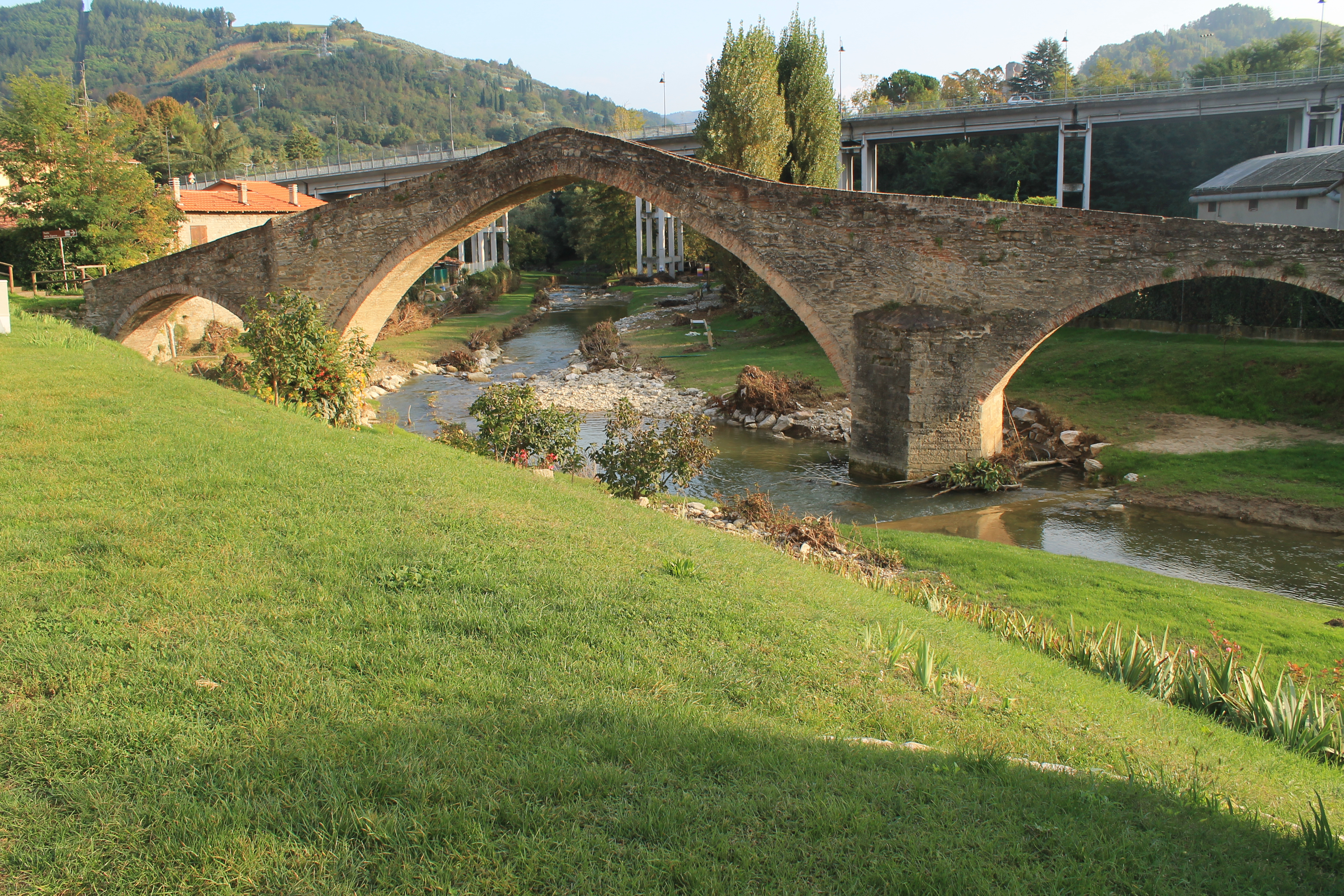
Ponte di San Donato.
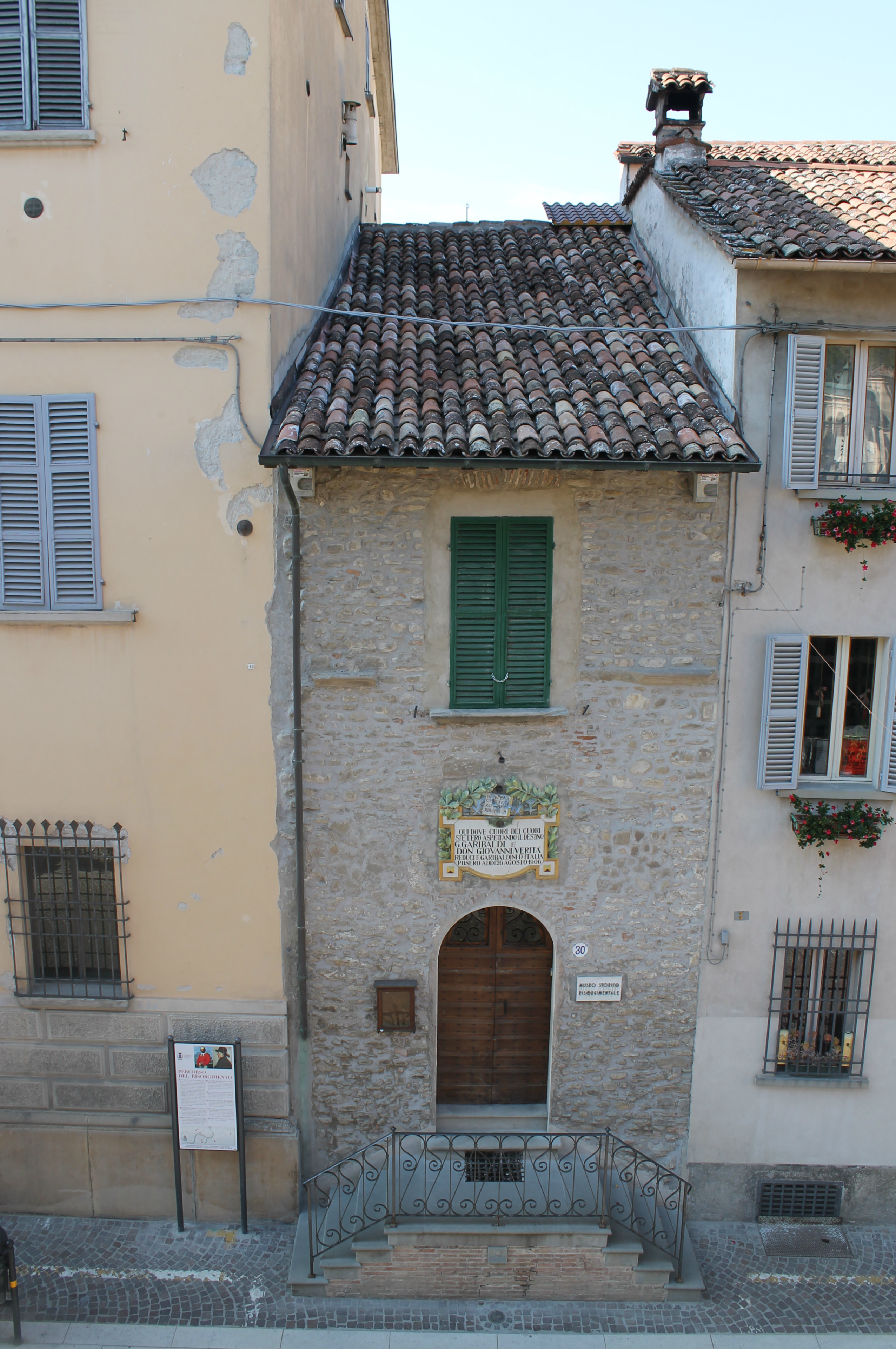
Casa di don Giovanni Verità.